# 我楽多文庫
『我楽多文庫』（がらくたぶんこ）は、近代日本文学で初の文芸雑誌。硯友社の機関誌。同人雑誌の先駆である。

## 内容
- 尾崎紅葉、山田美妙らを中心として活動。
- 小説、詩、短歌、川柳など、持ち寄った原稿を掲載した。
- 江戸戯作的作品が多い。

## 刊行形態
- 第1期（1～8号、明治18年5月～明治19年5月）は肉筆回覧誌
- 第2期（9～16号、明治19年11月～明治21年2月）は活版非買本（社員に配布）
- 第3期（〈再カウント〉1～16号、明治21年5月～明治22年2月）は活版公売本（書店で販売）
- 第4期（17～27号、明治22年3月～10月）は『文庫』と改題し、発売元が硯友社から吉岡書籍店に変更

## 「我楽多文庫披露」に関して
「檄して曰くはチト大業…」で始まる『我楽多文庫』第1号巻頭言「我楽多文庫披露」は、世に多く出回っている版は引用が間違っている。『新小説』明治36年12月の尾崎紅葉追悼号で丸岡九華が現物から転記したものが初出として世に出回っているが、この時、丸岡九華が語句の写しを何箇所も間違えていた。しかし創刊号は肉筆本のため第三者の閲覧が困難であり、長いあいだ誰も確認しなかった。本間久雄の指摘によれば、「罪障のひとつぞかし」は正しくは「快楽の一部ぞかし」、「家を持たねば傾城が涙の雨漏る処なく、無一文では寝酒も飲めず」は正しくは「家を持たねば傾城が涙の雨の漏り所。無一銭では寝酒も飲めず」、「快楽の一派」は正しくは「快楽と一派」であり、他にも三、四ヶ所の間違いがあるという。本間は『明治文学史』上巻（東京堂、1935）の「硯友社の活動」に現物からの複写を掲載し、可能な限り正確な転記を行っている。

## 筆写本の所在
- 第1期の筆写本は、社員が書いた原稿を美妙と紅葉が清書し、社員間で回覧していた。
- 筆写本を保管していた丸岡九華が昭和2年（1927年）に死去した後、息子の丸岡定雄の手により骨董屋に流れ、文芸の世界とは縁のない加藤順晤という人物の所有になった[2]。やがて泉斜汀の手に渡り、その所有権の主張をはじめ、他の同人から問題視された[3]。その後、市場に再び流れ、斎藤昌三と豊中清の同意のもと、文学書蒐集家の生田源太郎のもとに渡った[4]。
- 昭和14年（1939年）1月、1938年秋に生田が亡くなり、蔵書を引き受けたカズオ書店が「明治文学書売立会」と称して再び市場に放出した[5]。
- 本間久雄を経て、勝本清一郎の蔵書になった（落札価格は2001円[6]）。1960年、勝本は目次部分の公表を許した[7]。

## 復刻
- 1927年（昭和2年）、文芸市場社が第3期16冊分の『我楽多文庫』を500部限定で復刻した。
- 1985年、ゆまに書房が第2-4期の『我楽多文庫』を復刻した。

- 我楽多文庫 複製版（ゆまに書房、1985年）

第2期・第3期（9集-16号、改号1号-16号）を収録。
- 文庫 複製版（ゆまに書房、1985年）

第4期（17号-27号）を収録。